# دنیس کالوارت

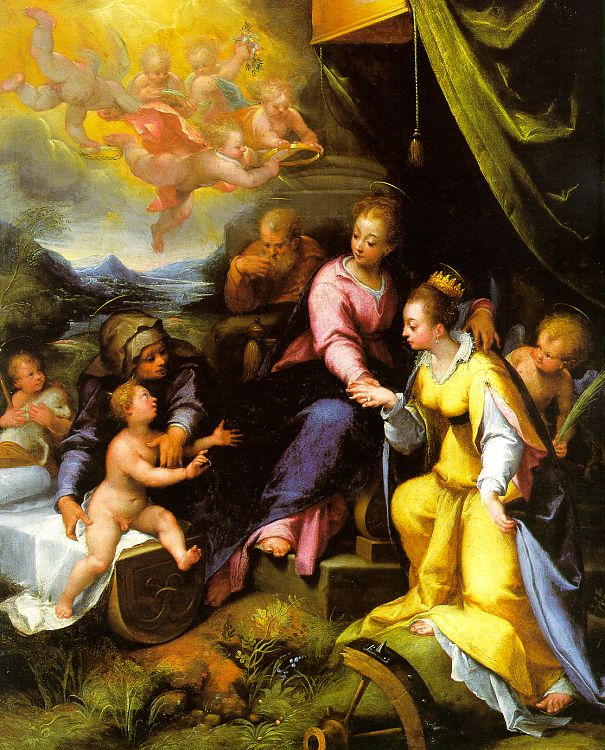
ازدواج عارف در خیابان کاترینا

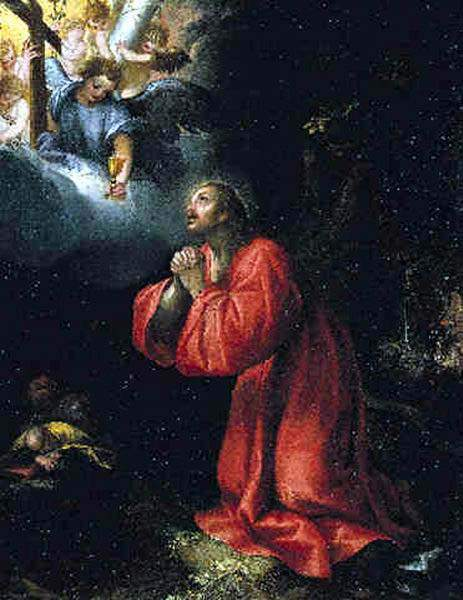
رنج در باغ از باغبان عیسی

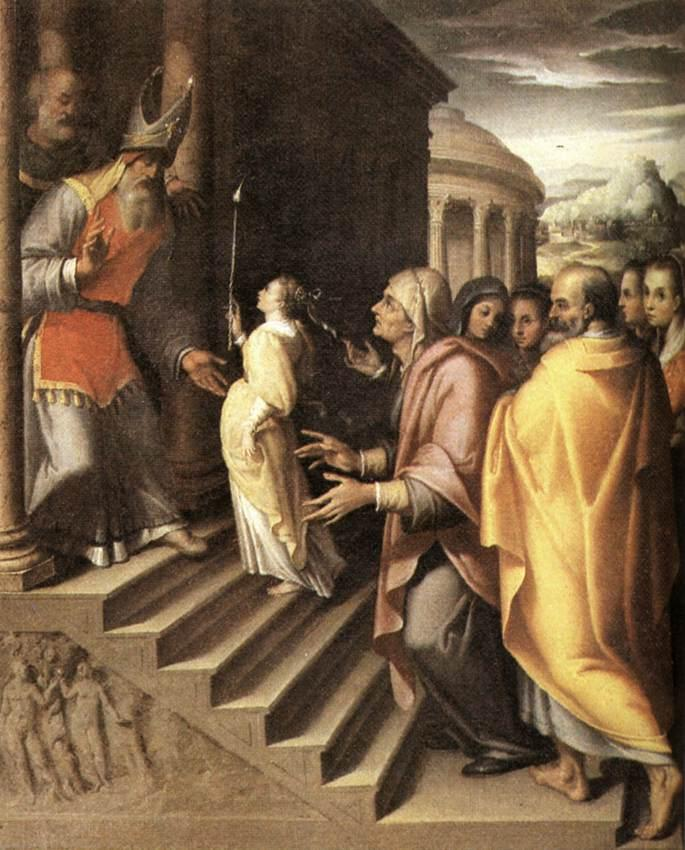
نمایش در خیابان ماری

دنیس کالوارت (در لاتین: Denis Calvaert) یا دنیز کالوارت نقاش فلاندرزی بین سال‌های ۱۵۴۰ الی ۱۶۱۹ میلادی، در شهر آنتورپ متولد شد اما اساساً در ایتالیا زندگی می‌کرد. وی یک دانش آموز باهوش در معماری، آناتومی، تاریخ و بحد زیادی دقیق در طراحی دور نمایی ( پرسپکتیو ) و مطبوع بود.
رنگ آمیزی‌های او کامل و با شکوه، عملکرد او آرام و دقیق و هرچند بعضی چیزها در آن‌ها از یک آرامش بخاطر حرکات اشکال و یک سبک بخصوص در گروه بندی او ناشی می‌شود. تاکنون کارهای او برتری مشهودی نسبت به کارهای رقیبان خود داشته‌است.
عمده کارهای او را می‌توان در بولونیا، فلورانس، سن پترزبورگ، پارما و کان مشاهده کرد و تعدادی از نقاشی‌های او به صورت حکاکی شده موجود می‌باشد. زندگی او صرف از خود گذشتگی بزرگی برای هنر و عقایدش شد، او در بولونی بسیار مورد احترام است.
بعدها نقاشی کشیدن از مناظر طبیعی را برای زمان‌هایی که در شهرهای محلی بود آموخت، همچنین او اولین تحصیل کرده زیر نظر کریستین ون کوئیکبرن است.
او سپس به بولونیا رفت و در آنجا زیر نظر پروسپرو فونتانا مشغول به کار شد. نقاشی‌های او توانست سبک بخصوصی را در هنر فلاندرز بدست آورد و کارهایش در ایتالیا مطرح شود.
از بولونیا در سال ۱۵۲۷ میلادی به رم رفت، در آنجا در کنار لرنزو ساباتینی در کارهایش برای جایگاه پاپ در واتیکان به عنوان هم دست مشغول به کار شد.
او به بولونیا بازگشت و یک کارگاه هنری تأسیس نمود. او شاگردهای جوان برجسته‌ای چون: گویدو رنی، جووانی باتیستا برتوسیو، فرانچسکو آلبانی و دمیکینو را تربیت نمود. اما آن‌ها خیلی زود توسط آنیبل کاراچی برای انجام کار مهمی در رم فریب خوردند.
همچنین ویکنزیو گوتی و گیاکومو سمنزا در هنرکده او کار آموخته شدند، ولی سپس برای کار با گویدو رنی به رم رفتند. بعلاوه وینچنزو اسپیسانلی و گابریلو فرانتینی نیز در هنرکده او کار کرده‌اند.
برجسته‌ترین کار او خیابان میکائیل واقع در خیابان پترز بورگ بولونیا می‌باشد، همچنین آثار هنری او در موزه ملل بولونیا نگهداری می‌شود.